# ハマダーン条約

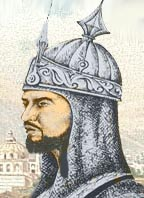
アシュラフ・ギルザイ

ハマダーン条約（ハマダーンじょうやく、トルコ語: Hemedan Antlaşması）は1727年10月にオスマン帝国とホータキー朝アフガニスタンの間でハマダーンにて締結された条約。条約により、1722年から1727年までのオスマン・ホータキー戦争が終結した。

## 背景

### 戦争勃発の背景
サファヴィー朝ペルシアが衰退する中、その宿敵であるオスマン帝国、そしてロシア帝国は混乱に乗じて国境地帯で広大な領地を併合した。ペルシア帝位の正当な継承者を称したアシュラフ・ギルザイが併合された領地の返還を要求すると、オスマン帝国は宣戦布告した。

### 戦争の経過
1726年秋、アシュラフはエスファハーンの守備を強化すると、出撃して1726年11月20日にハマダーンの南、ホッラマーバードでオスマン軍を撃破した。ホータキー朝より軍事的にはるかに強いオスマン帝国が敗れた理由は扇動者がオスマン軍に入り込んだためであった。扇動者はオスマン帝国もホータキー朝もスンナ派の同志であり、同盟して共通の敵であるシーア派のペルシアと戦うべきと説き、オスマン軍の士気を下げた上にクルド族騎兵の寝返りを引き起こした。

## 条約の内容
しかし、外交と統治の知識に欠いたホータキー朝はそれ以上押し進むことはせず、アシュラフは交渉を開始してオスマン帝国に有利な条件で講和した。条約の内容は下記の通り。
1. オスマン帝国はペルシア西部と北西部を獲得[1]（タブリーズ、ハマダーン、ケルマンシャー、ロレスターン、南コーカサスの大半）、アシュラフは領土要求を取り下げる。
2. アシュラフはペルシアのシャーとして正式に承認される[1]。
3. アシュラフは硬貨鋳造権を得る[1]。
4. アシュラフは毎年メッカへの巡礼隊を派遣する権利を得る[1]。

## その後
アシュラフはオスマン帝国と講和すると、ロシア帝国と戦って敗北したが、1729年2月の条約でなんとか承認を勝ち取った。しかし、ペルシア人の大半は条約締結の後もホータキー朝を簒奪者とみなした。その結果、ホータキー朝の権力の基盤は揺らいで弱体化、ペルシア人のナーディル・シャーの台頭を許した。